# 伊集院久明
伊集院 久明（いじゅういん ひさあき、寛永9年10月9日（1632年11月20日） - 正徳3年10月1日（1713年11月18日））は、江戸時代の薩摩藩の武士。幼名は長松。通称は弥七、七左衛門、主水。隠居号は松林。
島津氏庶流伊集院氏の支流飛松氏嫡流にあたる伊集院氏の当主。関ヶ原の戦いの敗走中に黒田如水の番船の攻撃を受けて戦死した伊集院左京亮久朝は曾祖父にあたり、伊集院左京久直と山田土佐守有定の娘との長男である。妻は出水郷士中馬兵部左衛門重辰の娘で、中馬重方（大蔵）の孫娘にあたり、久明との間に2男4女をもうける。墓所は松原山南林寺。法号は『伊集院支流飛松系図』では「本源浄心居士」とあり、「称名墓誌」では「覚翁院本源浄心居士」とある。
近習役や京大阪蔵奉行を務める。示現流剣術を学んで東郷重利高弟となり、病気の重利に代わって東郷実満に示現流を相伝する。小示現流開祖といわれる。家督は長男多宮久峰が、剣術は次男伊集院俊国が継承する。嫡孫の弥七俊堅は納戸役を務める。

## 年譜
- 寛文2年（1662年）：島津綱久近習役に就任。
- 天和元年（1681年）：島津綱久夫人真修院の年寄役となる。
- 貞享5年（1688年）：京・大坂蔵奉行に就任。

## 系譜
子は2男4女
- 父：伊集院久直
- 母：山田有定の娘
- 妻：中馬重辰娘
  - 長男：伊集院久峰
  - 次男：伊集院俊国